# لندن (ایندیانا)
لندن (به انگلیسی: London) یک منطقهٔ مسکونی در ایالات متحده آمریکا است که در ایندیانا واقع شده‌است. لندن ۲۴۰ متر بالاتر از سطح دریا واقع شده‌است.